# Rung Suriya
Rung Suriya (Thai: รุ่ง สุริยา) (de 1969) es un actor y cantante tailandés. Tiene 51 años. Nació en la provincia de Phitsanulok (Tailandia), en el distrito de Bang Rakam, y finalizó su educación en la Universidad de Dhurakij. 
Es conocido por su apodo, caballero de Luk thung.

## Historia
Participó en muchos concursos de canto pero la canción que lo dio a conocer es "Rak Jing Hai Ting Nang".

## Discografía
- Won Pho Tak Sin (วอนพ่อตากสิน) (1997)
- Ting Nang (ติงนัง) (1998)
- Rak Nee Thee Seven (รักหนีที่เซเว่น) (1999)
- Rak Khun Dot Com (รักคุณดอตคอม) (2001)
- Choi Long Cheng (ฉ่อยหลงเฉิง) (2002)
- Phleng Rak Mue Tue (เพลงรักมือถือ) (2002)
- Manee Mekala (มณีเมขลา) (2003)
- Nam Ta Lon Bon Mue Tue (น้ำตาหล่นบนมือถือ) (2004)
- Rak Ron Thee Don Jeadee (รักรอนที่ดอนเจดีย์) (2004)
- Rak Khon Naa Lieam (รักคนหน้าเหลี่ยม) (2006)
- Pra Jan Rong Hai (พระจันทร์ร้องไห้) (2008)
- Khwam Rak Diliver (ความรักเดลิเวอร์) (2010)